# Punctelia caseana
Punctelia caseana är en lavart som beskrevs av Lendemer & Hodkinson. Punctelia caseana ingår i släktet Punctelia och familjen Parmeliaceae.   Inga underarter finns listade i Catalogue of Life.